# Championnat d'Israël de football 1949-1950
Navigation
Championnat d'Israël 1951-1952
Le Championnat d'Israël de football 1949-1950 est la 1re édition de ce championnat.

## Classement[1]
| Rang | Équipe                | Pts | J  | G  | N | P  | Bp  | Bc  | Diff |
| ---- | --------------------- | --- | -- | -- | - | -- | --- | --- | ---- |
| 1    | Maccabi Tel-Aviv      | 43  | 24 | 21 | 1 | 2  | 103 | 18  | +85  |
| 2    | Hapoël Tel-Aviv       | 37  | 24 | 17 | 3 | 4  | 59  | 12  | +47  |
| 3    | Hapoël Haïfa          | 36  | 24 | 16 | 4 | 4  | 53  | 30  | +23  |
| 4    | Hapoël Petah-Tikvah   | 33  | 23 | 15 | 3 | 5  | 62  | 31  | +31  |
| 5    | Maccabi Petah-Tikvah  | 31  | 24 | 13 | 5 | 6  | 91  | 46  | +45  |
| 6    | Beitar Tel-Aviv       | 26  | 23 | 12 | 2 | 9  | 57  | 41  | +16  |
| 7    | Maccabi Haïfa         | 25  | 24 | 12 | 1 | 11 | 60  | 49  | +11  |
| 8    | Maccabi Rehovot       | 24  | 24 | 11 | 2 | 11 | 53  | 41  | +12  |
| 9    | Maccabi Netanya       | 17  | 24 | 7  | 3 | 14 | 42  | 73  | -31  |
| 10   | Hapoël Ramat-Gan      | 16  | 24 | 8  | 0 | 16 | 47  | 64  | -17  |
| 11   | Hapoël Rishon LeZion  | 14  | 24 | 6  | 2 | 16 | 28  | 63  | -35  |
| 12   | Maccabi Rishon LeZion | 8   | 24 | 3  | 2 | 19 | 21  | 117 | -96  |
| 13   | Maccabi Nes Tziona    | 0   | 24 | 0  | 0 | 24 | 7   | 98  | -91  |

|  | Champion |
|  | Relégué  |

## Bilan de la saison
| Tableau d'Honneur                |                    |
| Compétition                      | Vainqueur          |
| Championnat d'Israël de football | Maccabi Tel-Aviv   |
| Coupe d'Israël de football       | pas de compétition |

| Promotions et relégations |                    |
| Relégués en Liga Leumit   | Maccabi Nes Tziona |
| Promus en Liga ha'Al      | aucun              |